# 東京都交通局7000形電車
東京都交通局7000形電車（とうきょうとこうつうきょく7000がたでんしゃ）は、1954年（昭和29年）に登場した東京都交通局の路面電車（都電）。
本項では、7000形を大規模改修し2016年（平成28年）に登場した7700形についても記述する。

## 登場から荒川線成立まで
1954年に、前扉・中扉という扉配置で登場した。
大きく3つのグループに分けられ、杉並線を除く各線に配置された。扉の下に見通し窓があり、前面が二枚窓と言う点は共通である。

### 1次グループ（7001 - 7030）
1954年に製造されたグループで、新造車と車体更新車がある。正面窓は運転台側が一段で、反対側は二段窓の二枚窓である。ボディは全く同じだが、細かく分けると以下の3タイプに分かれる。

#### 7001 - 7019
- 新造車で、台車はD18形を採用した。それまでの都電のイメージを刷新する塗色と外見で登場したが、走行メカニズムはそれ以前と同じ直接制御である。
- 前面二枚窓にしたにもかかわらず6000形などと同様に直接制御のため、コントローラーの大きさや前扉との関係で当時の運転士から運転台が狭いとの指摘があったことから、1965年（昭和40年）以降に19両全車が2000形に酷似した中央窓の大きい三枚窓（中央窓はHゴム固定）に改造されている。
- 主制御器は日本車輌製造本店製のKR-8形直接式制御器（力行 直列4ノッチ、並列4ノッチ、非常用電気ブレーキ7ノッチ）、主電動機は同じ日車本店製のSS-50形（38 kW ≒ 50馬力）を使用する[2]。
- 大塚車庫や早稲田車庫等を中心に配置され、路線縮小後は残存路線に転属した。1971年（昭和46年）3月に大塚車庫（16系統）等が廃止されると7両（7006・7009 - 7011・7014・7016・7019）が廃車され[5]、トップナンバーの7001を始めとした残り12両が、墨田・江東地区の路線が全廃される[注釈 3]1972年（昭和47年）11月まで使用された。

#### 7020
- 直角カルダン駆動を採用した高性能試作車として1954年（昭和29年）11月30日に製造された[2]。車体は普通鋼ではなく、軽量化のため高抗張力鋼を使用している[2]。
- 1次グループ唯一の間接制御車で、主制御器は東京芝浦電気（現・東芝） PC200A形（力行11段、制動16段）を搭載、主電動機は東京芝浦電気SE513C形、30 kW×4[6][2]。
- SA-2形電空併用ブレーキを使用する[6][2]。
- 歯車比は43:6 ≒ 7.17、台車は東京芝浦電気の試作台車TT-101形である[6][2]。軸箱支持が軸箱守（ウイングばね）方式のボルスタ付（インダイレクトマウント）台車、基礎ブレーキはドラムブレーキを使用する[6]。車内照明は蛍光灯を使用しており、電源として東京芝浦電気製のCLG-301形電動発電機（MG・1 kVA）を搭載する[6]。
- 5500形等その他の特殊車と同様に三田車庫に在籍し、1967年（昭和42年）12月の同車庫廃止と共に廃車された。

#### 7021 - 7030
- 1000形・1100形の下回りを流用して新造車体を載せた車体更新車で、台車は元の車両からD-10形を流用している（7022・7024・7025・7030はD-16形にに再交換）[2]。
- 目黒車庫や神明町車庫、さらには荒川車庫にも在籍していたが、都電第1次廃止で余剰車となり、1967年12月 - 1968年（昭和43年）1月に全車廃車となっている。7020とこのグループは、前面が最後まで二枚窓だった。

### 2次グループ（7031 - 7050）
- 1955年（昭和30年）に製造された。台車はD-20形である。このグループから全車が間接制御車となった。
- 運転台が拡張され、また正面窓は視界改善のためどちらも一段（運転台側の窓がわずかに小さく、また換気のため二枚とも少し上方へスライドして開けられる構造）となった。また、車体の角がさらに丸みを帯びたデザインになっている。
- 主制御器は日本車輌製造本店製のNC170形間接式非自動制御式（力行 7ノッチ、電気ブレーキ7ノッチ）となり、主電動機は日車本店 ND-52形、日立製作所 HS-314-A形、東洋電機製造 TDK-540-A形（いずれも52 kW ≒ 70馬力）を使用する[4][2]。
- 1970年（昭和45年）に7032 - 7034・7036 - 7042の10両が函館市交通局（函館市電）に譲渡されて1000形となったが、譲渡されなかった10両は錦糸堀車庫に集結して1972年11月まで活躍した。

### 3次グループ（7051 - 7093）

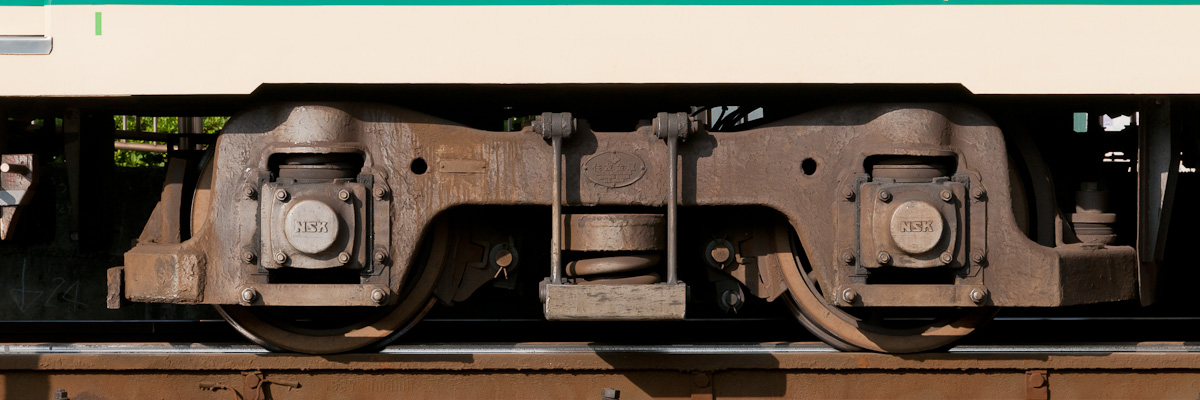
D-20A台車

- 2次グループの約半年後となる1954年（昭和29年）12月15日から翌1956年（昭和31年）9月25日にかけて製造された[7]。台車はD-20A形に変更した[7]。正面窓が2次グループより天地方向に拡大されているのが大きな特徴である。なお、原型はZパンタであったが、後にビューゲルに改造されている。

## 荒川線成立後
東京都電は全廃の予定だったが、27・32系統の存続が決まり、路線縮小の中で、製造年の新しい3次グループは次第に荒川電車営業所に集められた。そして、1972年11月の墨田・江東地区の路線廃止後、柳島車庫から一部の車両が転属し、7055 - 7089のうち31両（7079・7080・7085・7088は廃車のため欠番）が残った。残存した車両は6000形や7500形と共通で運用された。
1974年（昭和49年）10月1日、27・32系統を統合し荒川線に改称。さらに、1978年（昭和53年）のワンマン化に向け、1977年（昭和52年）から31両全車をアルナ工機製の新造車体へ更新した。運転台マスコンなどの電装品、台車やブレーキなどの主要機器はすべて流用された。「日本車輌名古屋」銘のマスコン機器などに種車の名残を留める。同時に車両番号は新たに付番され、7001 - 7031に揃えられた。なお、新番号は改造順ではなく旧番号の若い順から付番された。
新造車体は更新車ながら前面1枚窓・直線基調の軽快なデザインで、その後日本各地に登場した広島電鉄3500形等の路面電車に影響を与えた。また、ホームの嵩上げによるステップ廃止と、車内への車椅子スペース設置といったバリアフリーへの対応が先進的と評価され、1978年鉄道友の会のローレル賞を受賞した。
1986年（昭和61年）から、7500形の車体更新に合わせた冷房化改造および塗装変更（写真参照）、LED式車内旅客案内表示器の新設、集電装置をビューゲルからパンタグラフに換装するなどの改造が行われた。
8501への代替などで1991年（平成3年）1月に7011が、同年3月に7006が廃車された。7011は市川市に保存され、7006は江東区の施設に置かれている。
1992年（平成4年）6月、8502と8503の導入により7009と7028が改造の上、モ3500形として豊橋鉄道に譲渡。
1993年（平成5年）7月、8504と8505の導入で7000形の最後の非冷房車2両（7012と7014）が廃車された。この2両は、当初都電博物館の展示物として保存を構想されていたが、資金難のため断念され解体された。これ以後の荒川線では6152（6000形、イベント用「一球さん号」）と7504（7500形）のみが非冷房車となった（現在は廃車）。
2000年（平成12年）4月28日には7017と7021がモ3500形の増備車として豊橋鉄道に譲渡された。
2002年（平成14年）から、前面行先表示器の1枠化（ワンマン表示を撤去）、車内旅客案内表示器と降車用ボタンの更新などを含めた再更新工事が施工された。前面と側面の行先表示器は従来の幕式からLED式に交換されたが、車両によって書体が異なっている。また、7001・7019・7020・7022・7025の5両の集電装置をシングルアーム式パンタグラフへ換装したが、2011年度に行われた8500形への転用に伴い、7020（後述の追突事故により廃車）を除く4両が再び菱形パンタグラフ（7500形の廃車による発生品）に戻された。
2005年（平成17年）、7022（旧7076）の塗装を車体更新時（非冷房車当時）のものに復元。同時に除雪用ラッセルの取付対応工事も施された。
2007年（平成19年）5月26日から6月10日まで、9000形の登場を記念して7001・7008・7010の3両の車体に花電車のラッピングが施された。側面には「平成19年 新しく懐かしく レトロ車両 都電荒川線が変わります」のメッセージが掲げられていた。また、車番表示も書体を変更し、ドア上部にのみに施されていた。
2013年（平成25年）11月9日、7001がツーマン時代（車体更新前）の赤帯塗装となった。更新車体と赤帯塗装の組み合わせはこれが初である。

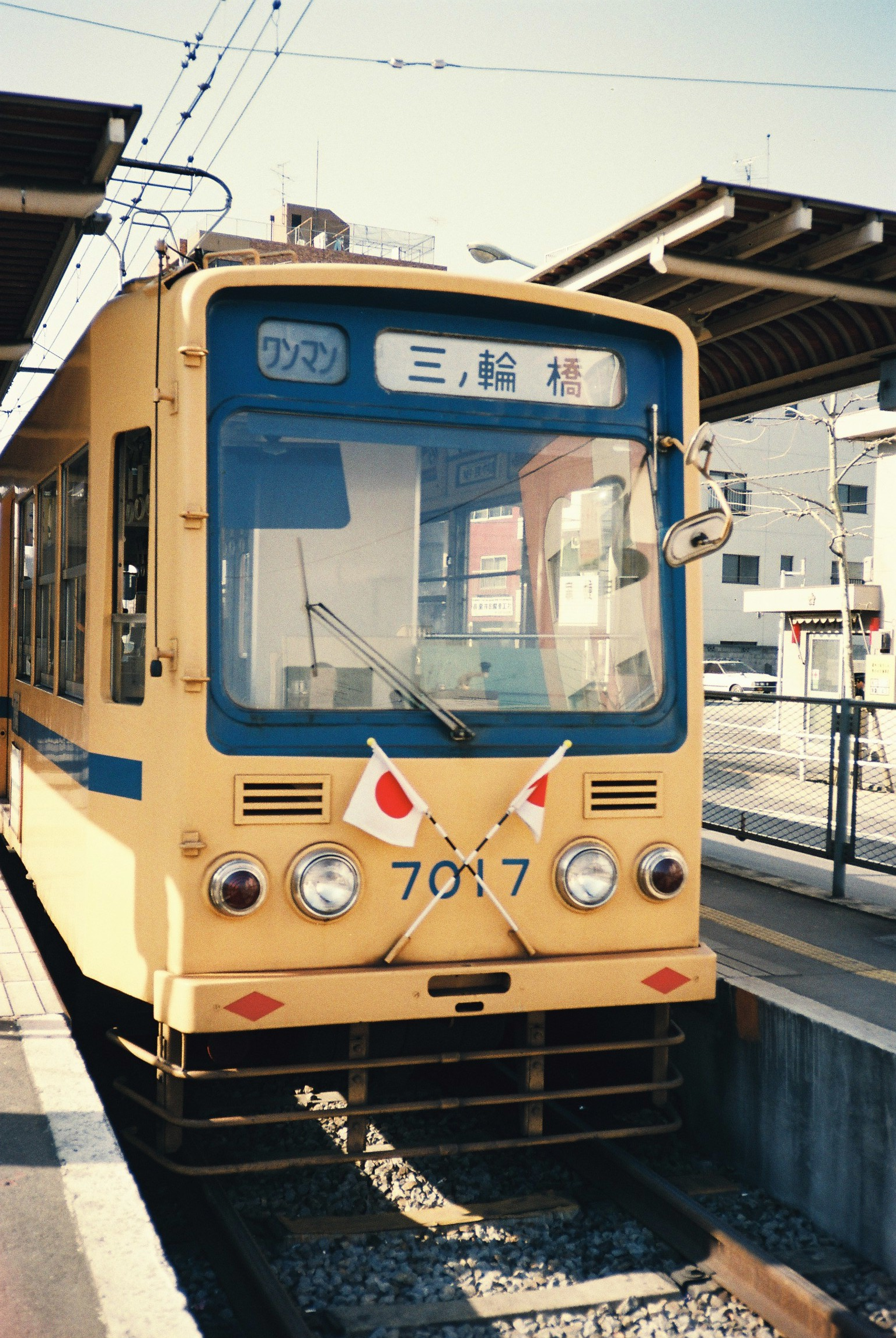
旧塗装・非冷房時代の7017（後の豊橋鉄道3503）。集電装置はビューゲル （1987年2月）
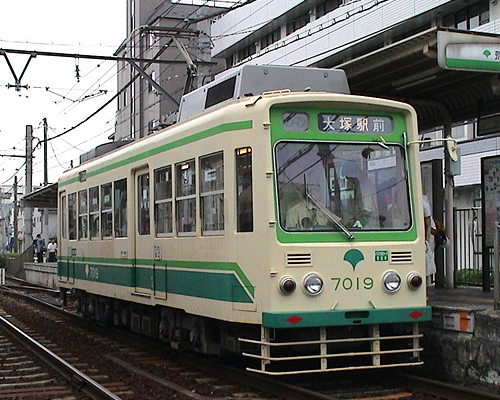
新塗装・冷房設置後の7019。当車を含む数両は集電装置が菱形からシングルアーム式のパンタグラフに換装された。 （2003年6月15日 / 荒川車庫前）
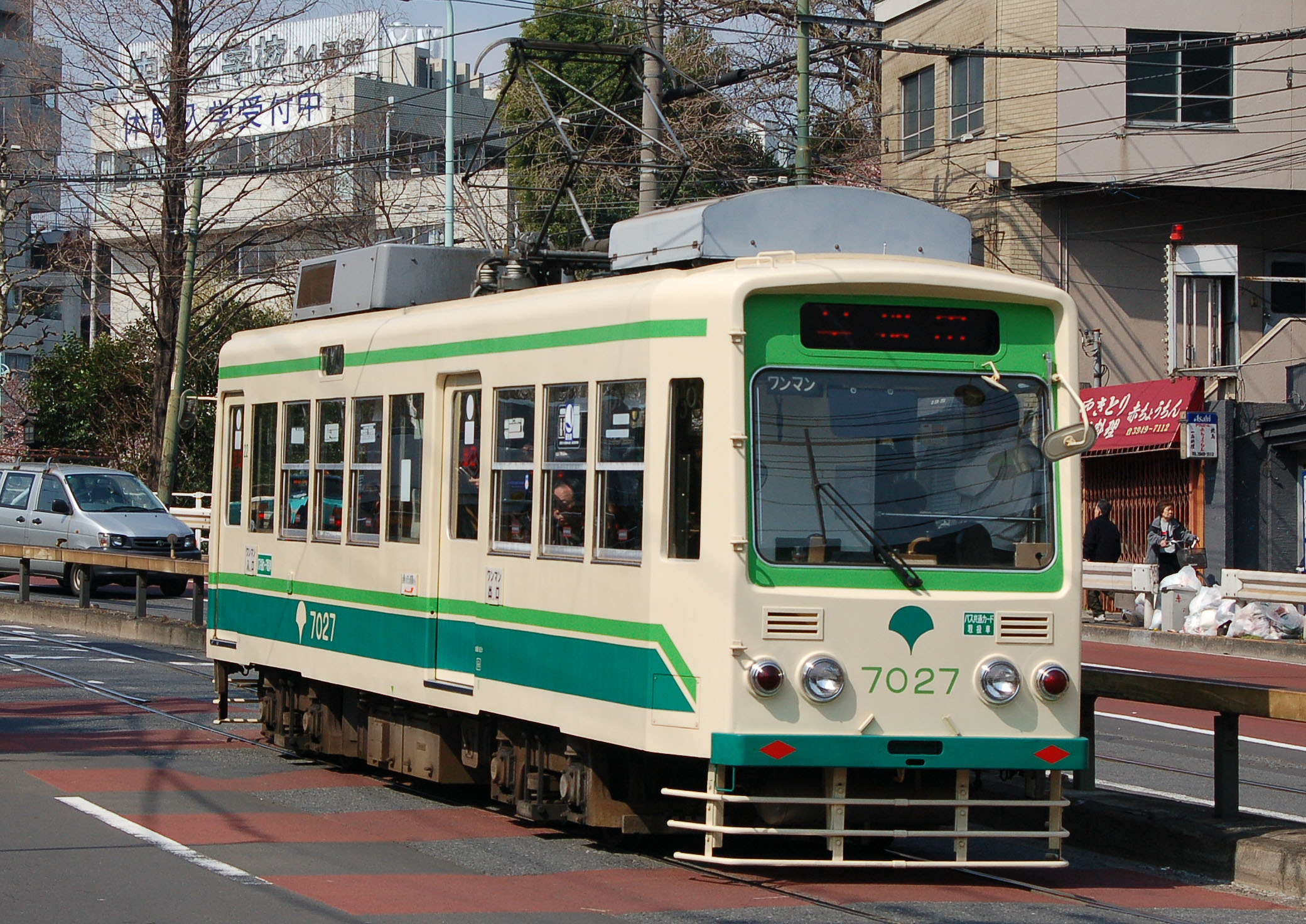
再更新後の7027。行先表示器はLED化されている （2006年3月27日 / 王子駅前 - 飛鳥山）
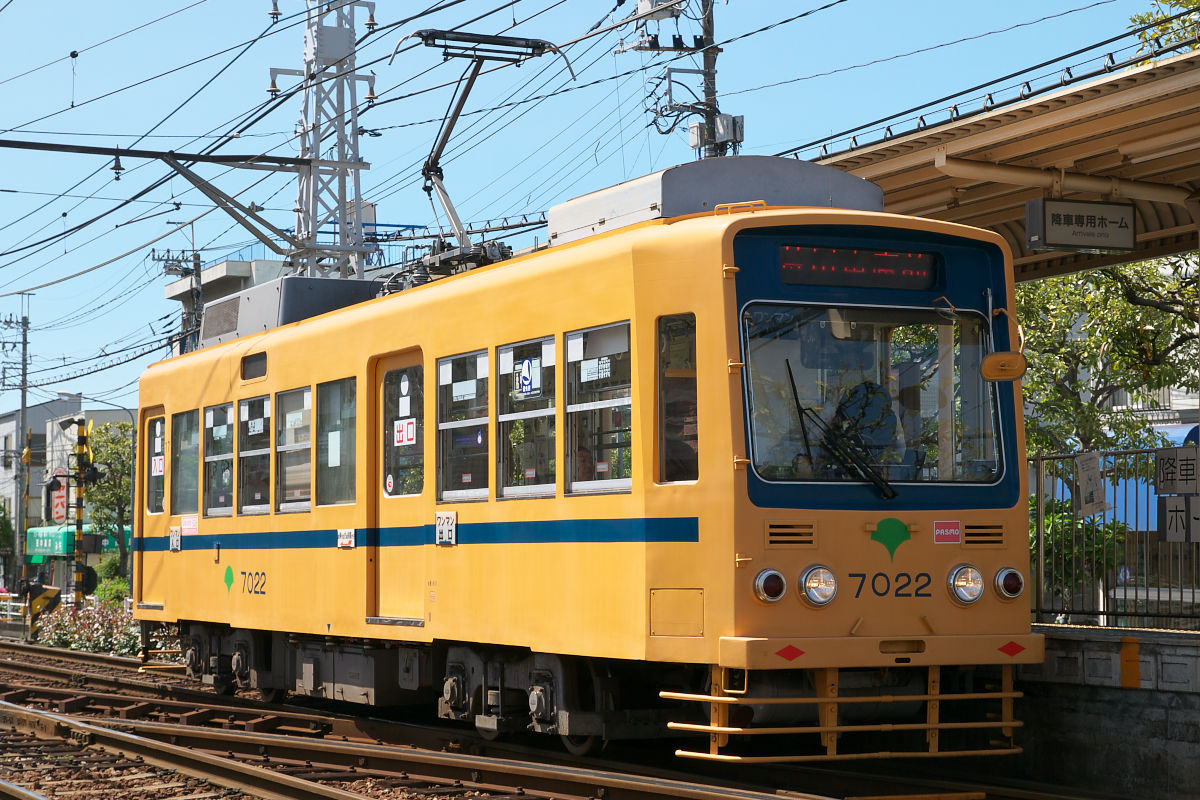
旧塗装に復元された7022。集電装置はシングルアーム式パンタグラフに換装されている（2009年6月21日 / 荒川車庫前）
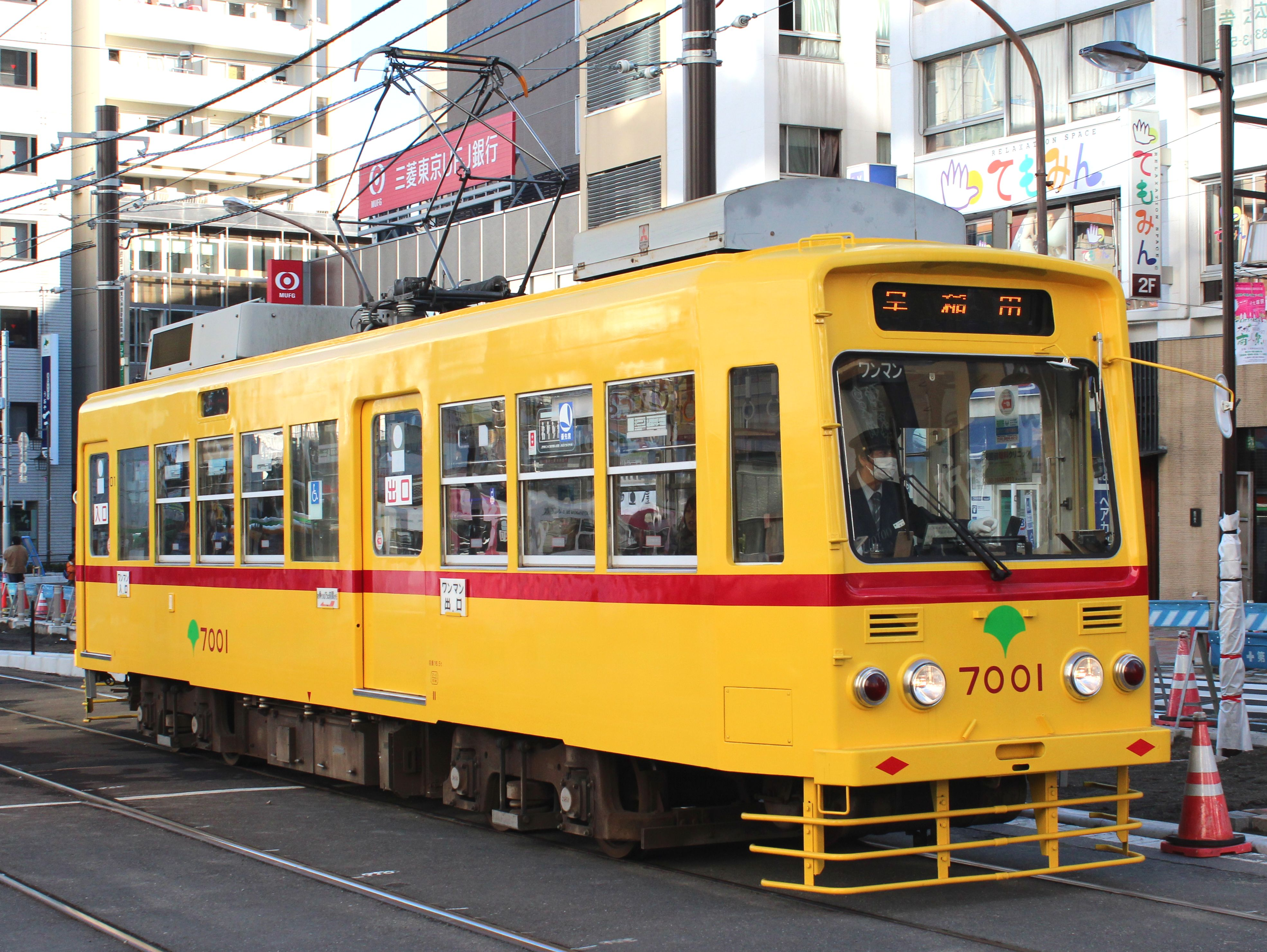
赤帯塗装になった7001 （2013年12月21日 / 大塚駅前）

## 7000形の終焉
8800形とともに近年まで荒川線で最多の車両数を占めていた7000形は、2018年（平成30年）1月時点で3両が在籍していた。1955年12月の新製配置以来荒川電車営業所を離れたことがない車両は7001（旧7055）が唯一である。1955 - 56（昭和30 - 31）年に新製されて以来、約60年の長きにわたって使用される間に各部の更新が行われており、新製当初からの部材はマスコンカバー・マスコンハンドル・台車外枠などごく一部に限られている。
- 7020は2006年（平成18年）6月13日に梶原 - 栄町間を試運転中に追突される事故で大きく破損し、休車となった[13][14]。破損部にブルーシートをかけられ、シングルアーム式パンタグラフと冷房装置（1基）が撤去された状態で荒川車庫内に留置されていたが、2008年（平成20年）3月31日付で廃車された[15]。
- 2011年（平成23年）3月31日には7004が廃車となった。これは2012年度に計画されていた「東京都交通局次期経営計画 ステップアップ2010」における7000形1両の廃車・新型車両への置き換えの前倒しで、同年3月13日をもって営業運転を終了した7500形最後の2両（7511・7512）とともに廃車した。
- 同年9月、廃車理由は不明ながら7027が廃車された。同月の7511と7512、7004の解体工場への搬出の際に併せて搬出・解体された。
- 2012年（平成24年）12月28日から7008の前面の銀杏マークが青く塗られ、マークの中に「おつかれさま」と記載された。その2日後の30日に同車は営業運転を終了、翌日の大晦日をもって除籍された。翌2013年（平成25年）2月17日に、同車のお別れイベントとしてミニ撮影会が行われた[16]。
- 2015年9月からは8900形の営業運転が開始され、2016年（平成28年）までに過半数の車両が8900形に置き換えられた。
  - 同年5月15日の東京都交通局の報道[17]で、7026（旧7082）が2015年中に引退することが告知された。6月7日の「路面電車の日記念イベント」にて撮影会を行い、同月28日で営業運行を終了、9月18日に廃車、10月下旬に京王重機整備北野事業所へ搬出された。
  - 5月末には7007(旧7061)が営業運行を終了した。休車状態で1か月間留置された後、7月上旬に京王重機整備北野事業所へ搬出された。
  - 最初の導入車である8901と8902の営業運転開始に伴い、7013(旧7067)・7025(旧7081)が廃車、10月下旬に2両とも解体場（東武鉄道北館林荷扱所）へ搬出された。なお、同月18日の「荒川線の日記念イベント」では7025の運転席部品一式等の部品が販売された。
  - 8903・8904の新造による営業開始に伴い、2015年12月8日に7019(旧7073)・7023(旧7077)が営業を終了している。
  - 8905・8906の新造による営業開始に伴い、2016年2月14日に7031(旧7089)、3月13日に7018(旧7072)、3月27日に7015(旧7069)が営業を終了。うち7031と7015が4月上旬に、続いて7018も京王重機整備北野事業所へ搬出された。
  - 8907・8908の新造による営業開始に伴い、2016年7月28日に7010(旧7064)、8月2日に7005(旧7059)が営業を終了。10月に2両とも京王重機整備北野事業所へ搬出された。
- 2016年5月からは、後述する7000形の車体を改造・流用した7700形の営業運転が開始され、翌2017年（平成29年）までに過半数の車両が7700形に置き換えられた。
  - 7701の営業開始に伴い、2016年6月1日に7016(旧7070)、6月30日に7024(旧7078)が営業を終了している。
  - 7702・7703の営業開始に伴い、2016年8月28日に7030(旧7087)、9月30日に7029(旧7086)が営業を終了した。2017年3月25日からは7001号車と7022号車に、同年6月上旬までの予定で引退記念ヘッドマークを取り付けて運行しており[18]、4月30日に7001(旧7055)が営業を終了し、6月10日に7022(旧7076)が営業を終了[10]。これにより、本形式は全車両が営業運転を終了した[10]。
  - 2017年6月11日、荒川電車営業所でありがとう7000形イベントが行われた[10][19]。
  - 引退後は7001号車が荒川車庫に保存されており、2023年6月25日に行われた「2023路面電車の日」記念イベントにおいて、6年ぶりに公開された[20]。

| 車両番号 | 旧番号 | 車体更新日     | 冷房改造日     | 行先表示器         | 最後に施されたラッピング                       | 廃車日                 | 廃車後の処遇               | 備考                         |
| -------- | ------ | -------------- | -------------- | ------------------ | ---------------------------------------------- | ---------------------- | -------------------------- | ---------------------------- |
| 7001     | 7055   | 1978年2月3日   | 1990年12月11日 | LED(小文字)        | あかおび塗装                                   | 現役（但し運用離脱済） | 荒川車庫にて保存           | 2017年4月30日で運用離脱      |
| 7002     | 7056   | 1978年2月3日   | 1990年12月11日 | LED(小文字)        | 都電落語会の側面ラッピング                     | 2018年12月26日         | 解体                       | 都電落語会に使用されていた。 |
| 7003     | 7057   | 1978年2月24日  | 1991年3月7日   | LED(小文字)        | 城北信用金庫の側面ラッピング                   | 2016年                 | 解体                       | 冷房化後ワンマン通常塗装     |
| 7004     | 7058   | 1977年12月5日  | 1989年12月19日 | LED(小文字)        | 城北信用金庫の側面ラッピング                   | 2011年3月31日          | 解体                       |                              |
| 7005     | 7059   | 1978年3月3日   | 1988年3月24日  | LED(大文字)        | 城北信用金庫の側面ラッピング                   | 2016年8月2日           | 車体は7708号に流用         |                              |
| 7006     | 7060   | 1978年3月3日   | 未更新         | 幕式(白背景黒文字) |                                                | 1991年3月31日          | 車体半分が研修用として保存 |                              |
| 7007     | 7061   | 1977年11月19日 | 1987年3月27日  | LED(大文字)        | 女子栄養大学の側面ラッピング                   | 2015年5月              | 車体は7701号に流用         |                              |
| 7008     | 7062   | 1977年12月10日 | 1988年1月12日  | LED(大文字)        |                                                | 2012年12月31日         | 大田区内で静態保存         |                              |
| 7009     | 7063   | 1978年1月27日  | 未更新         | 幕式(白背景黒文字) |                                                | 1992年6月6日           | 豊橋鉄道に譲渡（モ3501）   |                              |
| 7010     | 7064   | 1978年2月10日  | 1988年10月11日 | LED(小文字)        | 城北信用金庫の側面ラッピング                   | 2016年7月29日          | 車体は7707号に流用         |                              |
| 7011     | 7065   | 1978年1月27日  | 未更新         | 幕式(白背景黒文字) |                                                | 1991年1月31日          | 千葉県市川市内で静態保存   |                              |
| 7012     | 7066   | 1977年12月10日 | 未更新         | 幕式(白背景黒文字) |                                                | 1993年9月20日          | 解体                       |                              |
| 7013     | 7067   | 1978年3月3日   | 1991年3月15日  | LED(大文字)        | 帝京平成大学(オレンジ基調)の側面ラッピング     | 2015年10月             | 解体                       |                              |
| 7014     | 7068   | 1978年2月10日  | 未更新         | 幕式(白背景黒文字) |                                                | 1993年9月20日          | 解体                       |                              |
| 7015     | 7069   | 1977年12月17日 | 1988年1月22日  | LED(小文字)        | 城北信用金庫の側面ラッピング                   | 2016年3月              | 車体は7704号に流用         |                              |
| 7016     | 7070   | 1977年12月17日 | 1988年3月23日  | LED(小文字)        | 大起エンゼルヘルプの側面ラッピング             | 2016年                 | 解体                       |                              |
| 7017     | 7071   | 1977年12月14日 | 1989年12月19日 | 幕式(黒背景白文字) |                                                | 1999年4月28日          | 豊橋鉄道に譲渡（モ3503）   |                              |
| 7018     | 7072   | 1978年1月20日  | 1988年3月24日  | LED(小文字)        | 帝京平成大学(青基調)の側面ラッピング           | 2016年6月              | 車体は7705号に流用         |                              |
| 7019     | 7073   | 1977年11月16日 | 1987年3月16日  | LED(大文字)        | 城北信用金庫の側面ラッピング                   | 2015年12月             | 解体                       |                              |
| 7020     | 7074   | 1978年2月17日  | 1989年1月20日  | LED(大文字)        | 城北信用金庫の側面ラッピング                   | 2008年3月31日          | 解体                       | 2006年6月事故により運用離脱  |
| 7021     | 7075   | 1978年12月24日 | 1987年11月19日 | 幕式(黒背景白文字) |                                                | 1999年4月28日          | 豊橋鉄道に譲渡（モ3504）   |                              |
| 7022     | 7076   | 1978年1月14日  | 1990年3月2日   | LED(大文字)        | あおおび塗装                                   | 2018年12月27日         | 解体                       |                              |
| 7023     | 7077   | 1977年11月19日 | 1987年1月23日  | LED(大文字)        | ハセベの側面ラッピング                         | 2015年12月             | 解体                       |                              |
| 7024     | 7078   | 1978年2月17日  | 1990年11月22日 | LED(小文字)        | BAGS団員募集中の側面ラッピング                 | 2016年8月              | 車体は7706号に流用         |                              |
| 7025     | 7081   | 1978年3月10日  | 1988年12月16日 | LED(大文字)        | コープみらいの側面ラッピング                   | 2015年10月             | 解体                       |                              |
| 7026     | 7082   | 1978年3月10日  | 1989年3月23日  | LED(大文字)        | 警視庁の側面ラッピング                         | 2015年9月28日          | 車体は7702号に流用         |                              |
| 7027     | 7083   | 1977年12月5日  | 1989年10月18日 | LED(大文字)        | ハクビの側面ラッピング                         | 2011年9月              | 解体                       |                              |
| 7028     | 7084   | 1977年1月16日  | 未更新         | 幕式(白背景黒文字) |                                                | 1992年6月6日           | 豊橋鉄道に譲渡（モ3502）   |                              |
| 7029     | 7086   | 1977年11月26日 | 1989年10月17日 | LED(小文字)        | トリップアドバイザー(TOKYO100)の側面ラッピング | 2016年                 | 解体                       |                              |
| 7030     | 7087   | 1977年11月26日 | 1987年10月27日 | LED(小文字)        | 警視庁の側面ラッピング                         | 2016年                 | 解体                       |                              |
| 7031     | 7089   | 1978年3月24日  | 1988年11月7日  | LED(小文字)        | 警視庁の側面ラッピング                         | 2016年3月              | 車体は7703号に流用         |                              |

## 東京都交通局7700形電車
2016年3月に東京都交通局は、同年5月より7000形に大規模な改修を行った7700形車両を導入することを発表した。このため、これまで7000形の置き換え用として製造されていた8900形は、予定の半分の8両で製造を打ち切った。
これは7000形の車体や冷暖房装置・放送装置などを再利用し、室内のシートの更新や降車ボタンの新設、乗降扉の拡大や東京都交通局内の若手職員らによる「荒川線アピールプロジェクトチーム」の発案によるモダンレトロな塗装の採用などで、車体デザインの見直しを図るのと同時に、車体新造前から使用され製造後60年を経過する下回りを、8900形と同一の台車とVVVF制御装置を搭載して一新し、エネルギー効率の向上と乗り心地の改善を図って新車並みの設備に改造しようというものである。8両がこの改修を受けた。1両あたりの改造費は1億3000万円。これらの改造は京王重機整備北野事業所で行われ、以下のように改番された。
| 車両番号 | 旧番号 | 運行開始日     | 車体色   | ラッピング                       | 備考 |
| -------- | ------ | -------------- | -------- | -------------------------------- | ---- |
| 7701     | 7007   | 2016年5月30日  | みどり色 |                                  |      |
| 7702     | 7026   | 2016年8月11日  | みどり色 | 岡畑農園の側面ラッピング         |      |
| 7703     | 7031   | 2016年8月11日  | あお色   |                                  |      |
| 7704     | 7015   | 2016年8月20日  | あお色   | 安部学院高等学校の側面ラッピング |      |
| 7705     | 7018   | 2016年11月5日  | あお色   | エコプラロッカーの側面ラッピング |      |
| 7706     | 7024   | 2016年11月27日 | えんじ色 |                                  |      |
| 7707     | 7005   | 2017年2月23日  | えんじ色 | にじっ娘トークの側面ラッピング   |      |
| 7708     | 7010   | 2017年3月7日   | えんじ色 | アニメメダリストの側面ラッピング |      |

2016年5月15日に7701号車を使用した試乗会が実施された後、同年5月30日に7701号車が営業運転を開始している。
そして同年8月11日に7702号車と7703号車、8月20日に7704号車、11月5日に7705号車、11月27日に7706号車、翌2017年2月23日に7707号車、3月7日には最後の7708号車が営業運転を開始した。
車体塗色は7701・7702号車が緑色基調、7703 - 7705号車が青色基調、7706 - 7708号車がえんじ色基調にそれぞれ変更されている。

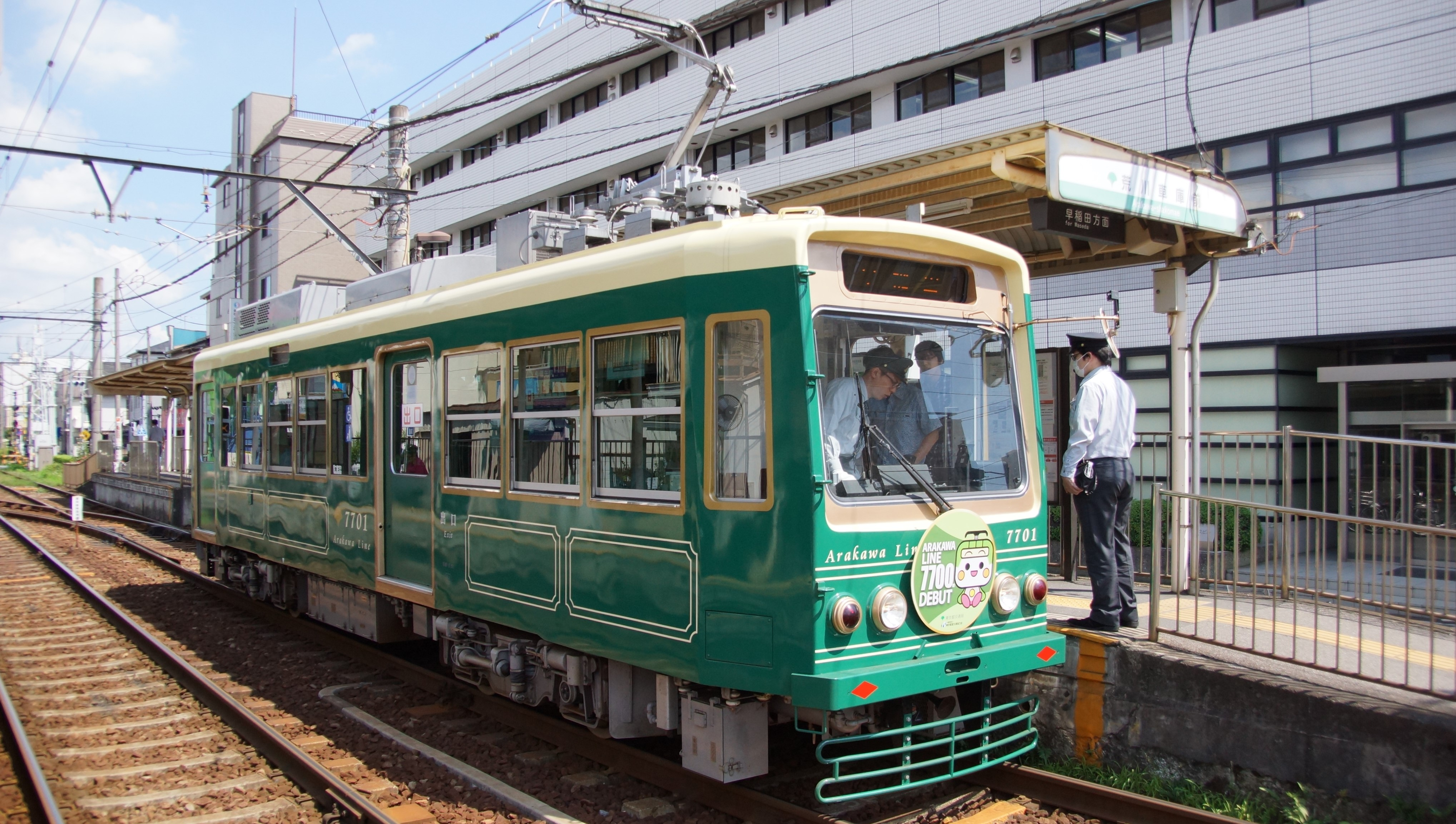
緑色基調の7700形7701 （2016年7月30日 荒川車庫前）
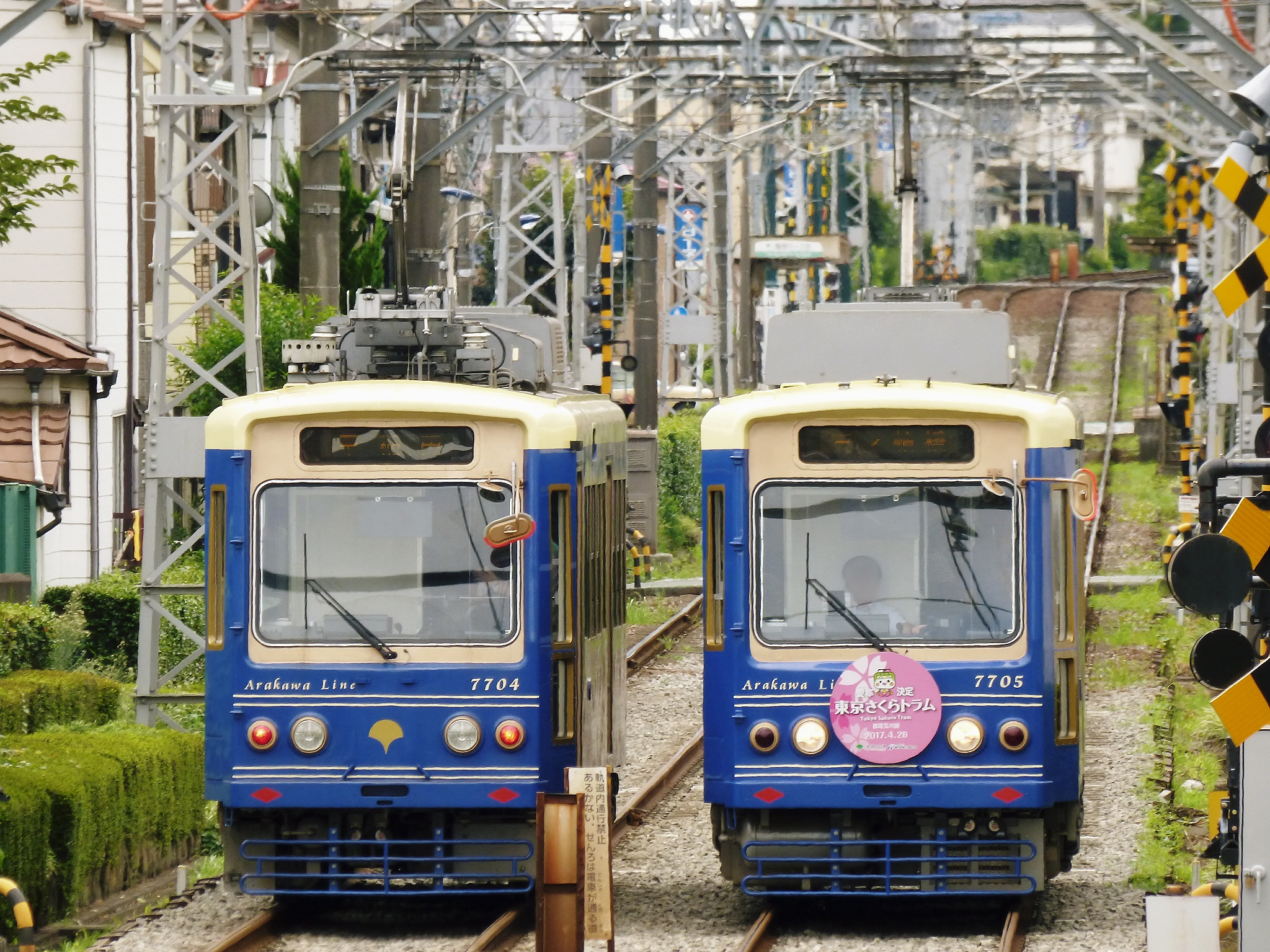
青色基調の7700形7704・7705の離合シーン （2017年8月13日 飛鳥山 - 滝野川一丁目間）
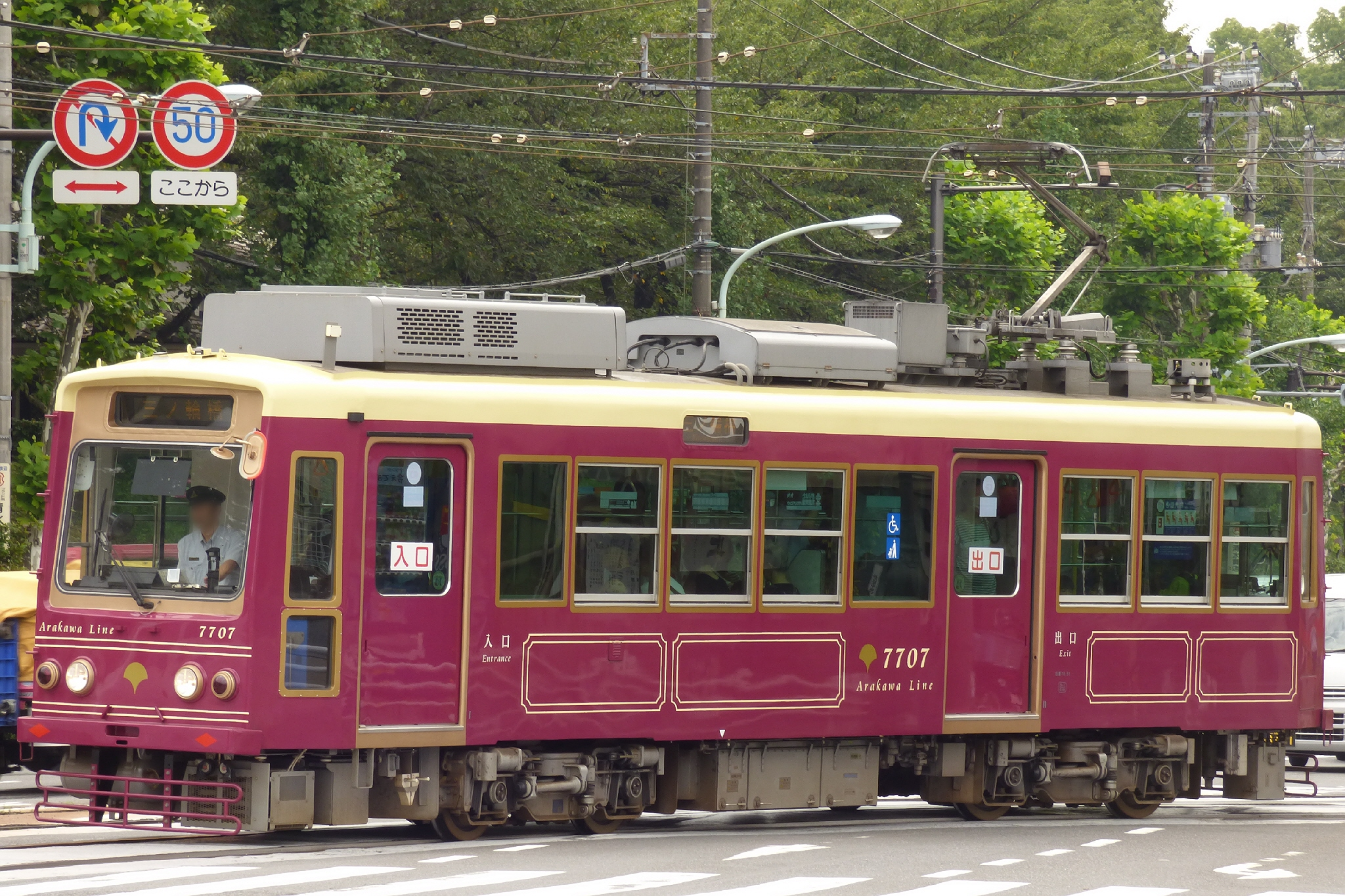
えんじ色基調の7700形7707 （2017年8月22日 飛鳥山 - 王子駅前間）

## 保存車
| 画像 | 番号            | 所在地                                           | 備考 |
| ---- | --------------- | ------------------------------------------------ | --- |
|      | 7001 （更新）   | 東京都交通局 荒川電車営業所(荒川車庫)            | 荒川車庫にて動態保存                                                                                                 |
|      | 7006 （更新）   | 東京都交通局 研修所                              | 車体半分が研修用施設として置かれている。 通常は非公開。                                                              |
|      | 7008 （再更新） | 東京都大田区 大田区立萩中公園内 「ガラクタ公園」 | LED式行先表示器は撤去され、代わりに白地に黒文字で 「萩中交通公園」「ガラクタ公園」と書かれた方向幕が掲出されている。 |
|      | 7011 （更新）   | 千葉県市川市大和田公園                           | 柵で囲まれた状態で屋外保存。 車体の車番は消去されている。                                                            |
|      | 7022            | 埼玉県入間郡毛呂山町「新しき村」                 | 車体のみ この車体は八高線高麗川 - 毛呂間の車窓からも確認する事ができる。                                             |
|      | 7024            | 静岡県富士市富士市立元吉原小学校                 | |

| 画像 | 番号 | 所在地                 | 備考                                                            |
| ---- | ---- | ---------------------- | --------------------------------------------------------------- |
|      | 7021 | 福島県いわき市内小学校 | 車体のみ                                                        |
|      | 7023 | 千葉県市川市東京養育院 | 車番は7030と書き換えられていたが、 書類上では7023となっている。 |
|      | 7033 | 函館酪農公社           | 車体のみ 2019年頃に解体、撤去された。                           |

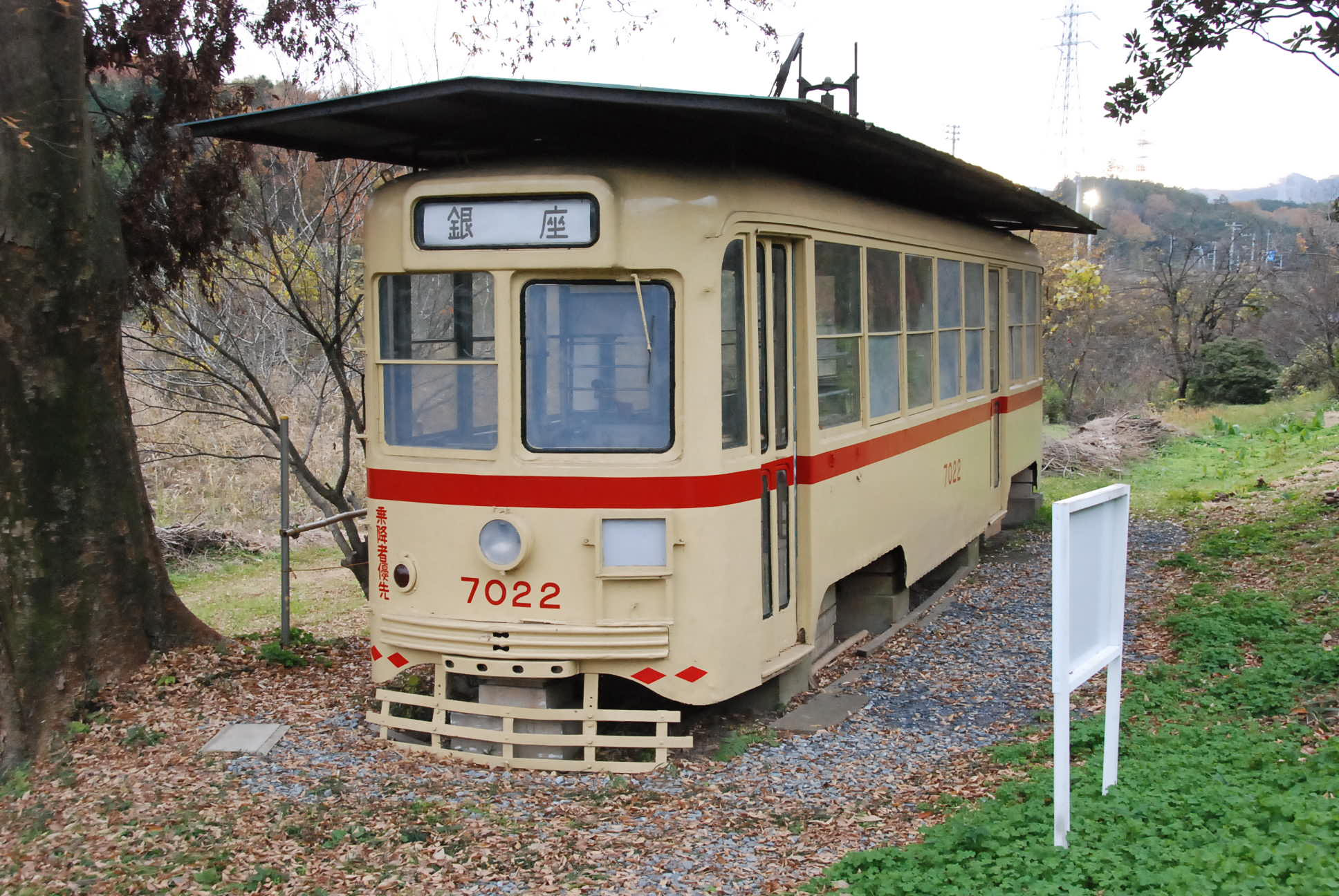
埼玉県入間郡毛呂山町の「新しき村」に静態保存されている7022（2018年）
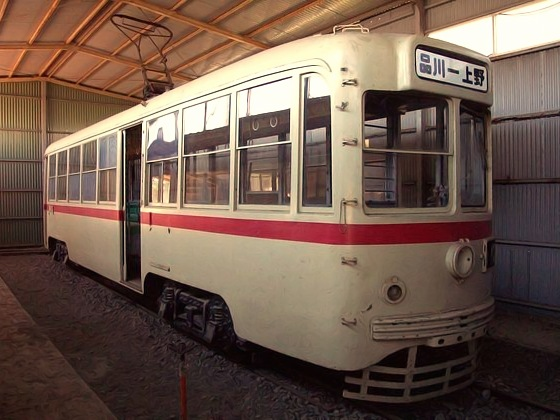
静岡県富士市の小学校で保存されている7024（2002年）
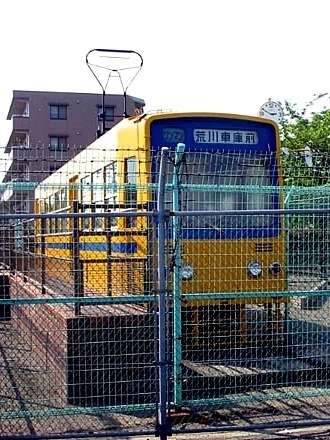
千葉県市川市で保存されている7011 （2007年10月）

## 他の事業者への影響
- 土佐電気鉄道600形電車は、登場当時の本形式をモデルに製造された車両である。
- 豊橋鉄道モ3500形電車は、本形式の7009・7028・7017・7021を譲渡・改造した車両である。改造後、以下のように改番されている。
  - 7009 → モ3501（1992年譲渡）
  - 7028 → モ3502（同上）
  - 7017 → モ3503（2000年譲渡）
  - 7021 → モ3504（同上）